# Antonín z Galliery
Antonín z Galliery (23. února 1866 – 24. prosince 1930) byl španělský infant a čtvrtý vévoda z Galliery v italském království. Byl členem španělské královské rodiny a vnuk francouzského krále Ludvíka Filipa.

## Mládí
Antonín se narodil jako jediný přeživší syn Antonína Francouzského a jeho manželky Luisy Fernandy Španělské. Přes otce byl vnukem Ludvíka Filipa, krále Francie, a Marie Amálie Neapolsko-Sicilské. Přes matku byl vnukem Ferdinanda VII., krále Španělska, a Marie Kristýny Neapolsko-Sicilské.
Antonín se narodil v Seville krátce před koncem vlády jeho tety Isabely II. Kvůli španělské revoluci 1868, která vyhnala královskou španělskou rodinu ze země, strávil Antonín většinu dětství v zahraničí. Přestože měl jeho ambiciózní a liberální otec Antonín, vévoda z Montpensier, nějaké vztahy s revolucionáři, přinutili ho, aby opustil svou adoptivní zemi. Ve skutečnosti povstalce podporoval svými penězi a doufal, že ho za to zvolí králem. Tento pokus však selhal a vyhnanství Orleánských bylo potvrzeno španělskou prozatímní vládou.
V prosinci 1874 se generálu Arseniovi Martínezovi Camposovi podařilo obnovit španělskou monarchii a dosadit po abdikaci Isabely II. na trůn jejího syna Alfonsa XII. O několik měsíců později se Orleánští omluvili a Antonín se se svou rodinou usadil v Seville v Palacio San Telmo. V roce 1878 se král Alfons XII. oženil s Antonínovou starší sestrou Mercedes a usmíření španělských Orléanců a Bourbonů tak bylo dokončeno.

## Manželství
6. března 1886 se Antonín v Madridu oženil se svou sestřenicí Eulalií Bourbonskou, dcerou Isabely II. a jejího manžela Františka z Cádizu. Antonínn měl s Eulalií dva syny:
- Alfons z Galliery (12. listopadu 1886 – 6. srpna 1975), ⚭ 1909 Beatrix Sasko-Koburská (20. dubna 1884 – 13. července 1966)
- Luís Fernando de Orleans y Borbón (5. listopadu 1888 – 20. června 1945), ⚭ 1930 Marie Say (25. srpna 1857 – 15. července 1943)

Antonínovo manželství mu dala příležitost hrát oficiální roli u madridského dvora. V roce 1892 se účastnil cesty své ženy na Kubu a do USA na oslavy 400. výročí objevení Ameriky Kryštofem Kolumbem. Antonín byl však nestoudný a extravagantní, zatímco jeho žena byla silná a kultivovaná žena, která odmítla nést ponížení způsobené svým manželem. Krátce po návratu ze Spojených států do Španělska začali žít odděleně. Dne 31. května 1901 podepsali soudní oddělení před španělským generálním konzulátem v Paříži.

## Vévoda z Galliery
V roce 1895 italský král Umberto I. udělal Antonína dědice gallierského vévodství. Legitimní dědic titulu Phlipp la Renotière von Ferrary (1850-1917) odmítl svůj nárok využít.
V roce 1900 se Antonín v hotelu Savoy v Londýně setkal s Marií uisou Le Manac'h (1869–1949), vdovou po senátoru Simonu Guggenheimovi. Okamžitě mladou Bretonku svedl a začal si novou milostnou aféru. Antonín však nedokázal být věrný ani této své milence a když se s ní rozcházel, zlomila mu několik zubů úderem deštníkem.
V průběhu těchto let žil Antonín drahý životní styl a utratil rodinné bohatství, zatímco jeho bývalá manželka žila v relativní chudobě. V roce 1919 ho jeho nadměrné výdaje donutily prodat svou půdu v italském království.
Antonín zemřel v poměrné chudobě v Paříži v roce 1930.

## Erby

Erb Infanta Antonína, 4. vévody z Galliery

## Vývod z předků
|                    |                                     |  |                      |                                     |  |  |  |  |  |  |  | Ludvík Filip I. Orleánský |
|                    |                                     |  |                      |                                     |  |  |  |  |  |  |  |                           |
|                    | Ludvík Filip II. Orleánský          |  |                      |                                     |  |  |  |  |  |  |  |                           |
|                    |                                     |  |                      |                                     |  |  |  |  |  |  |  |                           |
|                    |                                     |  |                      | Luisa Henrietta Bourbonská          |  |  |  |  |  |  |  |                           |
|                    |                                     |  |                      |                                     |  |  |  |  |  |  |  |                           |
|                    | Ludvík Filip                        |  |                      |                                     |  |  |  |  |  |  |  |                           |
|                    |                                     |  |                      |                                     |  |  |  |  |  |  |  |                           |
|                    |                                     |  |                      | Ludvík Jan Maria Bourbonský         |  |  |  |  |  |  |  |                           |
|                    |                                     |  |                      |                                     |  |  |  |  |  |  |  |                           |
|                    | Luisa Marie Adelaida Bourbonská     |  |                      |                                     |  |  |  |  |  |  |  |                           |
|                    |                                     |  |                      |                                     |  |  |  |  |  |  |  |                           |
|                    |                                     |  |                      | Marie Tereza Felicitas d'Este       |  |  |  |  |  |  |  |                           |
|                    |                                     |  |                      |                                     |  |  |  |  |  |  |  |                           |
|                    | Antonín Francouzský                 |  |                      |                                     |  |  |  |  |  |  |  |                           |
|                    |                                     |  |                      |                                     |  |  |  |  |  |  |  |                           |
|                    |                                     |  |                      | Karel III. Španělský                |  |  |  |  |  |  |  |                           |
|                    |                                     |  |                      |                                     |  |  |  |  |  |  |  |                           |
|                    | Ferdinand I. Neapolsko-Sicilský     |  |                      |                                     |  |  |  |  |  |  |  |                           |
|                    |                                     |  |                      |                                     |  |  |  |  |  |  |  |                           |
|                    |                                     |  |                      | Marie Amálie Saská                  |  |  |  |  |  |  |  |                           |
|                    |                                     |  |                      |                                     |  |  |  |  |  |  |  |                           |
|                    | Marie Amálie Neapolsko-Sicilská     |  |                      |                                     |  |  |  |  |  |  |  |                           |
|                    |                                     |  |                      |                                     |  |  |  |  |  |  |  |                           |
|                    |                                     |  |                      | František I. Štěpán Lotrinský       |  |  |  |  |  |  |  |                           |
|                    |                                     |  |                      |                                     |  |  |  |  |  |  |  |                           |
|                    | Marie Karolína Habsbursko-Lotrinská |  |                      |                                     |  |  |  |  |  |  |  |                           |
|                    |                                     |  |                      |                                     |  |  |  |  |  |  |  |                           |
|                    |                                     |  |                      | Marie Terezie                       |  |  |  |  |  |  |  |                           |
|                    |                                     |  |                      |                                     |  |  |  |  |  |  |  |                           |
| Antonín z Galliery |                                     |  |                      |                                     |  |  |  |  |  |  |  |                           |
|                    |                                     |  |                      |                                     |  |  |  |  |  |  |  |                           |
|                    |                                     |  | Karel III. Španělský |                                     |  |  |  |  |  |  |  |                           |
|                    |                                     |  |                      |                                     |  |  |  |  |  |  |  |                           |
|                    | Karel IV. Španělský                 |  |                      |                                     |  |  |  |  |  |  |  |                           |
|                    |                                     |  |                      |                                     |  |  |  |  |  |  |  |                           |
|                    |                                     |  |                      | Marie Amálie Saská                  |  |  |  |  |  |  |  |                           |
|                    |                                     |  |                      |                                     |  |  |  |  |  |  |  |                           |
|                    | Ferdinand VII.                      |  |                      |                                     |  |  |  |  |  |  |  |                           |
|                    |                                     |  |                      |                                     |  |  |  |  |  |  |  |                           |
|                    |                                     |  |                      | Filip Parmský                       |  |  |  |  |  |  |  |                           |
|                    |                                     |  |                      |                                     |  |  |  |  |  |  |  |                           |
|                    | Marie Luisa Parmská                 |  |                      |                                     |  |  |  |  |  |  |  |                           |
|                    |                                     |  |                      |                                     |  |  |  |  |  |  |  |                           |
|                    |                                     |  |                      | Luisa Alžběta Francouzská           |  |  |  |  |  |  |  |                           |
|                    |                                     |  |                      |                                     |  |  |  |  |  |  |  |                           |
|                    | Luisa Fernanda Španělská            |  |                      |                                     |  |  |  |  |  |  |  |                           |
|                    |                                     |  |                      |                                     |  |  |  |  |  |  |  |                           |
|                    |                                     |  |                      | Ferdinand I. Neapolsko-Sicilský     |  |  |  |  |  |  |  |                           |
|                    |                                     |  |                      |                                     |  |  |  |  |  |  |  |                           |
|                    | František I. Neapolsko-Sicilský     |  |                      |                                     |  |  |  |  |  |  |  |                           |
|                    |                                     |  |                      |                                     |  |  |  |  |  |  |  |                           |
|                    |                                     |  |                      | Marie Karolína Habsbursko-Lotrinská |  |  |  |  |  |  |  |                           |
|                    |                                     |  |                      |                                     |  |  |  |  |  |  |  |                           |
|                    | Marie Kristýna Neapolsko-Sicilská   |  |                      |                                     |  |  |  |  |  |  |  |                           |
|                    |                                     |  |                      |                                     |  |  |  |  |  |  |  |                           |
|                    |                                     |  |                      | Karel IV. Španělský                 |  |  |  |  |  |  |  |                           |
|                    |                                     |  |                      |                                     |  |  |  |  |  |  |  |                           |
|                    | Marie Isabela Španělská             |  |                      |                                     |  |  |  |  |  |  |  |                           |
|                    |                                     |  |                      |                                     |  |  |  |  |  |  |  |                           |
|                    |                                     |  |                      | Marie Luisa Parmská                 |  |  |  |  |  |  |  |                           |
|                    |                                     |  |                      |                                     |  |  |  |  |  |  |  |                           |